# High-definition television

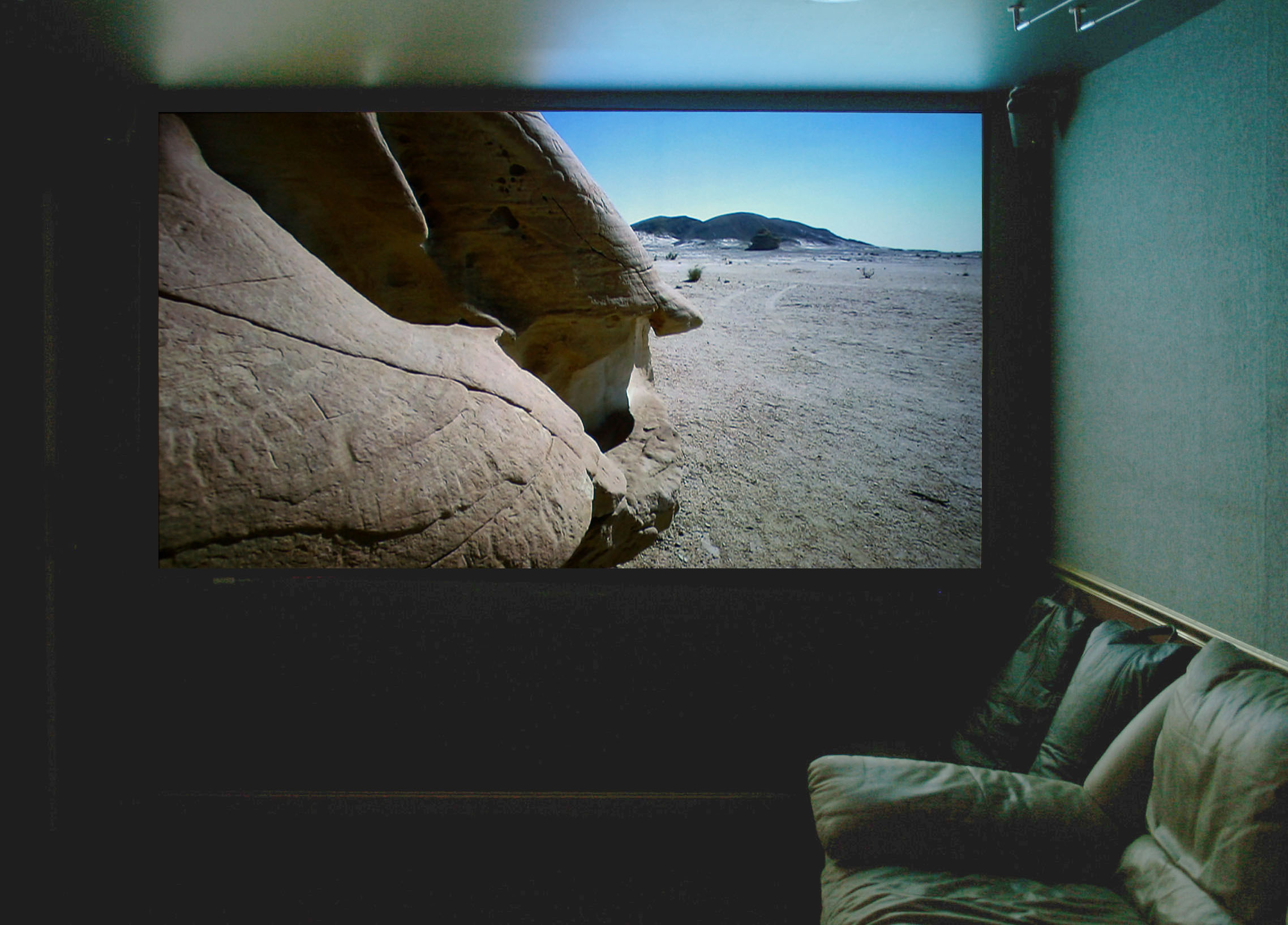
Projector in een thuisbioscoop

High-definition television of hogedefinitietelevisie (hd-tv) is een televisietechniek met een kwaliteit die als geavanceerder wordt aangemerkt dan de bestaande analoge systemen PAL, NTSC en SECAM.
Als groot voordeel van hd-tv wordt genoemd het grotere aantal beeldlijnen, wat een aanmerkelijk scherper beeld mogelijk maakt, vooral duidelijk te zien op de steeds groter wordende televisies. Een televisie met het HD ready-logo is gecertificeerd om een volledig hd-signaal te kunnen verwerken en voldoet minimaal aan de laagste hd-tv-specificaties. In het kort houdt dit in: kan minimaal 720 beeldlijnen weergeven en heeft een digitale ingang, in de praktijk een HDMI- of DVI-ingang en ondersteunt de kopieerbeveiliging HDCP. De HDMI-aansluiting is de meest voorkomende digitale aansluiting op hd-tv's. Dit omdat HDMI in tegenstelling tot DVI naast een digitaal videosignaal een digitaal geluidssignaal meestuurt.
Ter vergelijking, de oudere analoge Europese tv-standaard PAL heeft 576 beeldlijnen interlaced in een beeldverhouding van 4:3 (of 16:9 in PALplus). Hd-tv daarentegen heeft 720 of 1080 beeldlijnen en heeft een beeldverhouding van 16:9. Niet alleen de resolutie is groter, ook de kleurruimte is groter dan bij PAL.

## Formaten
Hd-tv-formaat is onderverdeeld in een groot aantal (36) subformaten, gebaseerd op het Amerikaanse ATSC-formaat.
De meest toegepaste hd-tv-formaten zijn:
- 1280 × 720, Progressive 30, 50 of 60 Hz, aangeduid als 720p30, 720p50 of 720p60 (HD ready), bitrate 1,11Gbps (50 Hz)
- 1920 × 1080, Interlaced, 50 en 60 Hz, aangeduid als 1080i50 of 1080i60, bitrate 1,24Gbps (50 Hz) In Nederland worden alle hd-tv-zenders uitgezonden in dit formaat.
- 1920 × 1080, Progressive, 50 en 60 Hz, aangeduid als 1080p50 en 1080p60 (Full HD), bitrate 2,49Gbps (50 Hz)
- 1280 × 720, Progressive, 24 en 25 Hz, aangeduid als 720p24 en 720p25 (film), bitrate 530Mbps (24 Hz)
- 1920 × 1080, Progressive, 24, 25 en 30 Hz, aangeduid als 1080p24, 1080p25 en 1080p30 (film), bitrate 1,19Gbps (24 Hz)

## Geschiedenis
In de jaren zeventig begonnen de Japanners met het ontwikkelen van de opvolger van NTSC. Dit systeem heet MUSE en werd in 2005 nog in Japan gebruikt maar is nooit een groot succes geweest. Het is analoog en heeft 1150 beeldlijnen op 60 Hz geïnterlinieerd. Oorspronkelijk had het een beeldverhouding van 16:10, maar later werd dit veranderd in 16:9. Japan is bezig met de overstap naar digitale hd-tv met behulp van de ISDB-T-technologie.
De Europeanen begonnen in de jaren 80 met een concurrerend formaat voor MUSE. Dit heette HD-MAC en had 1250 beeldlijnen op 50 Hz geïnterlinieerd. HD-MAC was deels analoog en deels digitaal. De bedoeling was via het tussenformaat MAC (625 beeldlijnen, 16:9) geleidelijk over te gaan naar HD-MAC. Deze MAC-toestellen hebben in Nederland zo rond 1995 daadwerkelijk in de winkels gestaan maar MAC werd geen succes daar de benodigde bandbreedte (20 MHz) op satellieten simpelweg te duur was. Ook bestonden platte schermen nog nauwelijks, terwijl beeldbuizen in de voor hd-tv benodigde grote breedbeeldformaten onpraktisch zwaar waren. Later ontwikkelden Philips, Grundig, Nokia, Thomson, Sony en Samsung PALplus, zodat het mogelijk werd de volle 576 PAL-beeldlijnen te gebruiken op een breedbeeldtelevisie (16:9).
De Amerikanen begonnen in 1996, als reactie op de Japanse en Europese voorsprong, hd-tv te ontwikkelen. Dit leidde tot de ATSC-standaard voor digitale televisie, die in totaal 18 formaten omvatte waarvan 6 hd-tv-formaten. Dit grote aantal formaten binnen één standaard ontstond door de moeizame politieke compromissen tijdens het tot stand komen van de standaard.

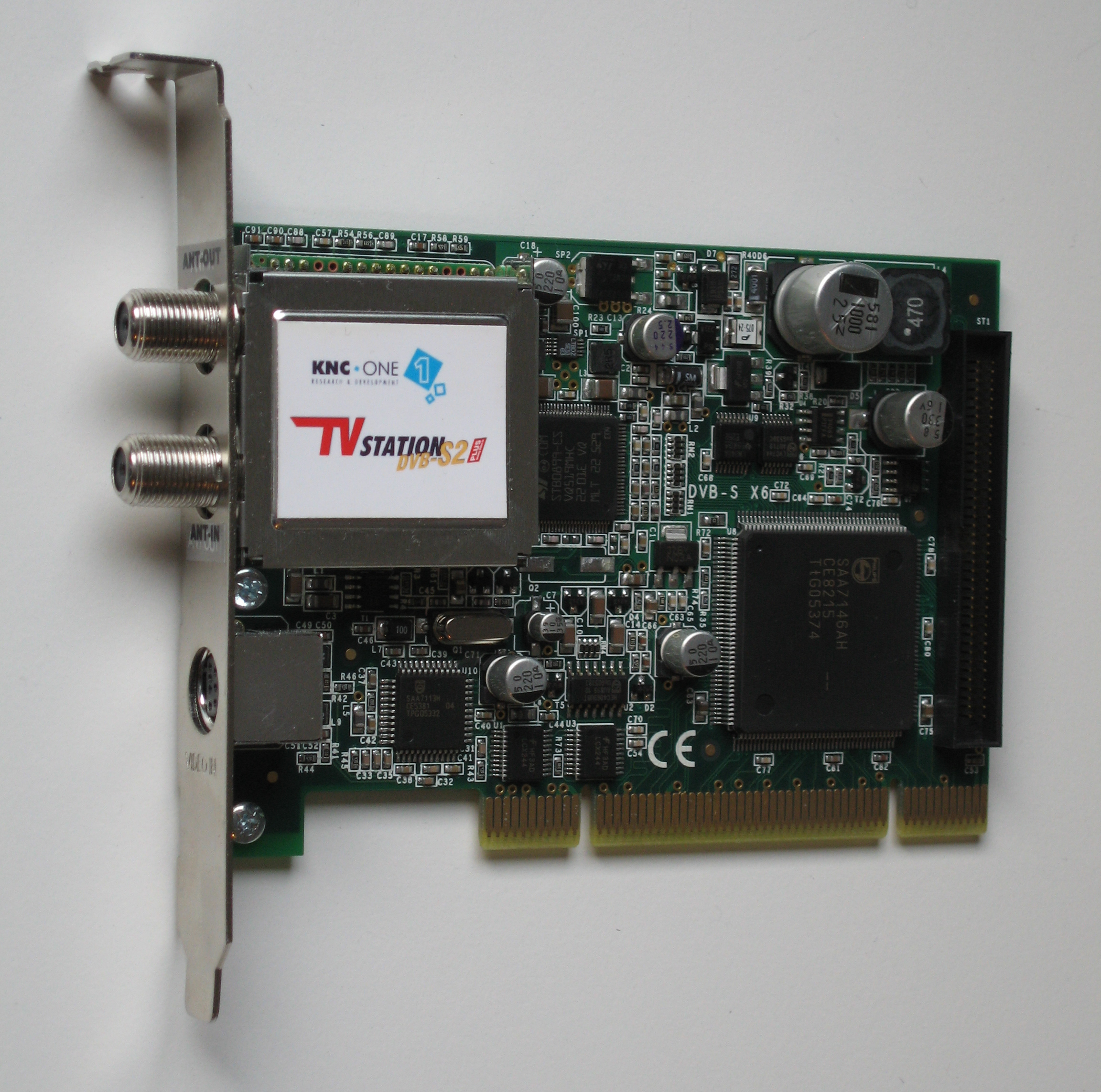
Een van eerste DVB-S2-tunerkaarten

In Europa wordt de ATSC-technologie niet gebruikt, maar wordt de bestaande technologie DVB gebruikt, bestaande uit DVB-C (digitale televisie op kabel), DVB-T (digitale televisie via antennes) en DVB-S (satelliet). Bij de introductie werd nog geen gebruik gemaakt van hd-tv, maar tegenwoordig is hd-tv ook mogelijk op DVB-C en DVB-S, gebruikmakende van MPEG-2 en MPEG-4. De eerste experimenten op DVB-T zijn gestart, maar door een gebrek aan bandbreedte en de beperkte efficiëntie van MPEG-2 op hogere resoluties zal MPEG-4 gebruikt moeten worden.
Het Belgische bedrijf Euro1080 startte op 1 januari 2004 met eerste hd-tv-satellietuitzendingen (DVB-S). In oktober 2004 begonnen de Duitse satellietkanalen Sat.1 en Pro7 uit te zenden in hd-tv-uitzendingen maar dit werd in 2007 tijdelijk beëindigd om in 2010 definitief in hd te gaan uitzenden. Ook de Duitse publieke omroepen ARD en ZDF hebben sinds de start van de Olympische Winterspelen 2010 een hd-versie.
In 2010 waren de meeste hd-tv-uitzendingen in de Verenigde Staten in 720p60- of 1080i60-formaat. Japan gebruikt 1080i60, terwijl er in Europa uitgezonden wordt in 1080i50 en 720p50.
Een groot aantal bedrijven zoals Samsung, Essent en Casema heeft ervoor gezorgd dat het wereldkampioenschap voetbal in 2006 in hd-tv werd uitgezonden. De NOS en diverse Nederlandse kabelmaatschappijen gaven het signaal door in 1080i50. Bij het Europees kampioenschap voetbal 2008 en de Olympische Spelen 2008 werd dit herhaald.
Ook de introductie in hetzelfde jaar van blu-ray en hd-dvd, de concurrerende optische opslagmedia voor speelfilms in 1080p-resolutie, bracht geen doorbraak.
Sinds 4 juli 2009 zendt de publieke omroep in Nederland uit in hd-formaat. Eerst is een beperkt deel van de programma's in hd-formaat uitgezonden en werd de rest opgeschaald. Het aantal hd-programma's is geleidelijk verhoogd. De uitzendingen van de drie publieke netten in hd zijn te zien via de meeste kabelmaatschappijen. Via de satelliet zijn NPO 1 HD, NPO 2 HD en NPO 3 HD alle drie te zien.
Ook de commerciële zenders zijn inmiddels bij een aantal kabelmaatschappijen in hd te zien. Koploper is Caiway, die alle zenders in hd doorgeeft. Via de satelliet zijn RTL 4 HD, RTL 5 HD, RTL 7 HD, RTL 8 HD, SBS6 HD, Net5 HD en Veronica HD te zien.
Anno 2012 zijn veel programma's op de Nederlandse Televisie nog niet in hd-kwaliteit te bekijken. Vooral aangekochte films en series worden wel in HD uitgezonden. Nederlandse studio shows zijn vrijwel nog steeds in het slechtere SD-kwaliteit (standard definition).
Anno 2012 zijn er geen HD DVB-T-uitzendingen in België. Onder andere de signalen van Eén, Canvas, VTM, La Une, La Deux en RTL-TVI worden door Telenet doorgezonden in HD DVB-C (720p25). Eén HD en Canvas HD zijn bij Telenet vrij te ontvangen (FTA) en zijn dus niet versluierd.
In bepaalde gevallen worden er compressietechnieken gebruikt (niet verliesvrij), zoals deze bij digitale fotografie ook bekend zijn, waardoor de kwaliteit kan verminderen. Ook met moderne camera's kan men kiezen in welke kwaliteit er wordt opgenomen, ondanks dat de sensorbeeldchip steeds hetzelfde aantal beeldpunten doorgeeft.
Ook kan de kwaliteit variabel zijn in tijd en afhankelijk van de totale gedeelde bandbreedte. Als een tussenliggende kabel/DVB-T/satellietaanbieder meer zenders over dezelfde frequentie of transponder wil laten lopen, wordt meestal variabele bitrate (VBR) toegepast, waarbij de totale bandbreedte verdeeld wordt over de verschillende uitzendingen.

## Apparatuur
Voor de ontvangst van hd is een tv-toestel met een aangepaste tuner nodig. Voor etheruitzendingen een HD DVB-T-tuner en voor kabel een HD DVB-C-tuner. Met behulp van een hd-settopbox kan het hd-signaal door een HD-ready-tv, indien nodig worden omgezet in 720p50, en in hd-kwaliteit worden weergegeven. Ook op een gewone tv kan met behulp van de hd-decoder het hd-signaal zichtbaar worden gemaakt, zij het niet in hd-kwaliteit.

## Toekomst
In Japan is men inmiddels bezig met de opvolger van hd-tv, namelijk uhd-tv. UltraHoge-DefinitieTeleVisie of Ultra High Definition TeleVision in het Engels, belooft een resolutie van 3.840 × 2.160 pixels, een beeldfrequentie van 60 bps, 22.2 kanalen geluid, 21 GHz-frequentieband, 600 MHz, 500-6600Mbps-bandbreedte. Deze nieuwe standaard is 2 keer zo breed en 2 keer zo hoog als hd-tv (max. 1920 × 1080), dus de resolutie is 4 keer zo hoog. 60 minuten uhd-tv verbruikt ongeveer 11,6 gigabytes aan data.